# Мойнен, Ричард
Ричард Мойнен (англ. Richard Thomas Moynan; 27 апреля 1856 Дублин, Ирландия — 10 апреля 1906, Дублин); ирландский реалистический живописец-портретист и жанрист конца XIX-го — первых лет XX-го века. Мойнен специализировался на фигуративной живописи, в частности, изображениях уличных детей, бытовых сцен и городского пейзажа.

## Биография
Ричард Томас Мойнен родился 27 апреля 1856 года в Дублине. Образование его началось с изучения медицины в Королевском хирургическом колледже.

### Обучение
Не пройдя медицинского курса, он поступил в Национальную школу искусств Метрополитен (англ.) (Дублин) в 1879 году и здесь его ждал почти немедленный успех. В 1880, 1881 и 1882 годах Ричард Мойнен уже выставляет пейзажи и фигуры в Дублинской Академии. Он получает приз за живопись в конкурсе Тейлора (1881), премию Купера за лучший рисунок с натуры (1882). Будучи студентом, в школе Королевской Гибернианской Академии (англ.), он заслужил серебряную и бронзовую медали и приз за лучшую работу в классе живописи в 1883 году. В том же году получил премию Альберта за лучшую картину.
Стремление усовершенствоваться в искусстве привело его в 1884 году в Антверпен, в Королевскую Академию изящных искусств (англ.), где он учился с живописцами Родериком О’Конором и Генри Алланом. Здесь, уже через шесть месяцев, он получил первое место за живопись живой модели (в конкурсе соревновались сто студентов всех национальностей).
Позднее, в Париже он учился у Рафаэля Коллена (англ.) (1850—1916), Вильяма Бугро (1825—1905), Гюстава Куртуа (англ.) (1852—1923) и у Тони Робера-Флёри (1837—1911). В 1886 году Ричард Мойнен несколько раз занимал первые места в конкурсе рисунка, живописи и композиции.

### Зрелость

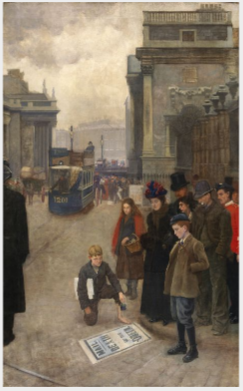
«Смерть королевы», 1902

Художник вернулся в Дублин в 1886-м и начал работать для периодической печати. Одновременно Ричард Мойнен принимает заказы на портреты и начинает серию работ, посвящённых изображению детей. В 1887 году он был принят на работу в дублинскую газету The Union в качестве политического карикатуриста, где работал под пвсеводнимом Lex. Придерживался юнионистских взглядов. В 1890 году стал членом Королевской Гибернианской академии.
В написанные Мойненом сюжеты из жизни детей, столь популярные среди художников конца XIX века, он привнёс индивидуальность за счёт яркого дара повествовательности. Внешняя наивность сочетается здесь с острой наблюдательностью, вниманием к композиционным деталям.
Поздние годы Ричарда Томаса Мойнена прошли в Дублине, и не отмечены высокой продуктивностью: художник много болел. Последней крупной работой Мойнена стало полотно «Смерть королевы Виктории» (1902).

## Изображения в сети
- Послеполуденный чай. Холст, масло 34,3 × 44.5 см.[9]
- Портрет джентльмена. Холст, масло 41,2 × 33.0 см.
- Студийное фото Ричарда Мойнена с палитрой в руках, 1890-е годы
- Сборы в поход, 1892. Холст, масло 61,0 × 101.5 см.
- Военные манёвры, 1891 Холст, масло 148 × 240 см. Национальная галерея Ирландии, Дублин[10][11]